# Жеряв (Чрна-на-Корошкем)
Жеряв (словен. Žerjav) — поселення в общині Чрна-на-Корошкем, Регіон Корошка, Словенія. Висота над рівнем моря: 536,8 м.